# 京丹後市立宇川中学校
京丹後市立宇川中学校（きょうたんごしりつ うかわちゅうがっこう）は、かつて京都府京丹後市丹後町上野105-1にあった公立中学校。
1947年（昭和22年）に丹後町立宇川中学校として開校した。2014年（平成26年）3月には京丹後市立間人中学校と統合されて京丹後市立丹後中学校が開校し、宇川中学校は閉校となった。
今西謙吉作曲、小倉尉成作詞の校歌には丹後松島が登場する。1947年度（昭和22年度）の第1期生から2013年度（昭和25年度）の第67期生までの総卒業者数は3,628人である。

## 沿革

### 下宇川小学校併置時代

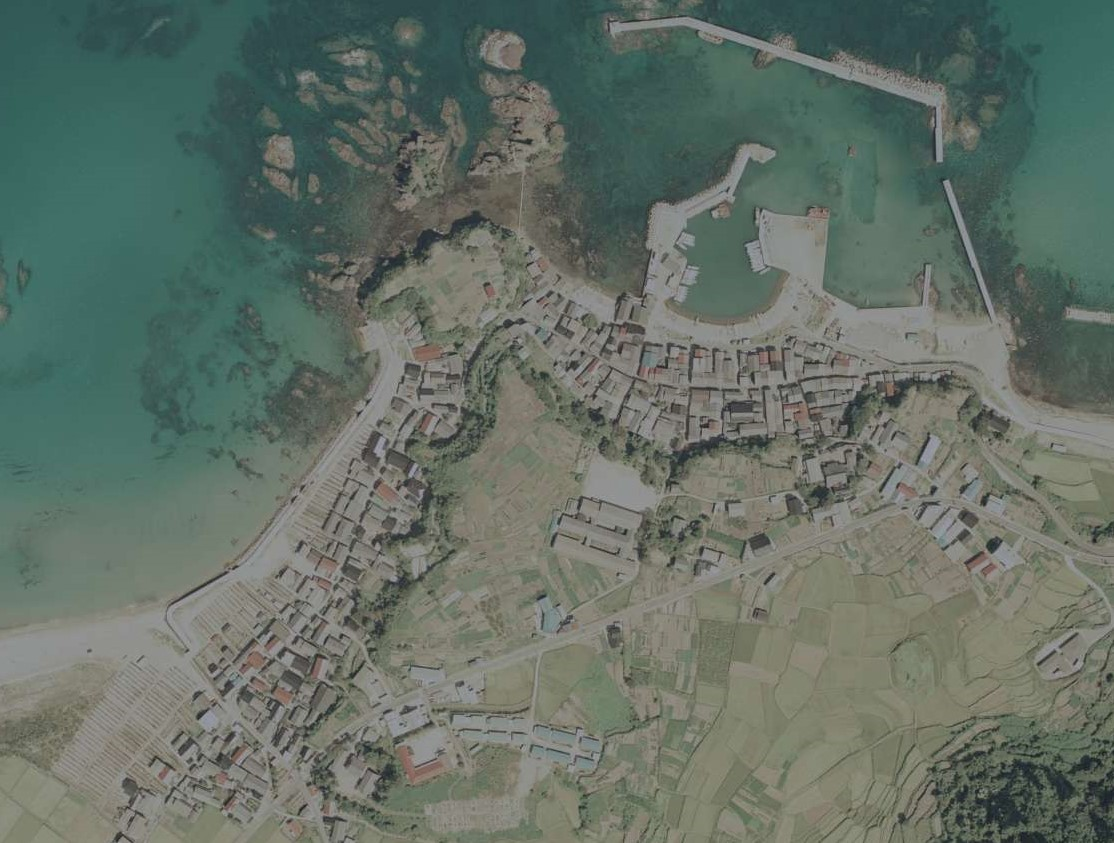
宇川中学校が併置されていた下宇川小学校（ほぼ中央）

1947年（昭和22年）5月3日、竹野郡下宇川村に竹野郡上宇川村・下宇川村・竹野村組合立宇川中学校として開校した。開校当初は下宇川村立下宇川小学校に併置されていた。
1949年（昭和24年）4月1日には間人中学校に統合されて竹野郡組合立間人中学校宇川分校となった。この年には3年生が3泊4日の修学旅行を実施しており、京都・大阪方面に赴いている。1950年（昭和25年）には学校植林コンクールで京都府知事賞・京都府教育委員会賞・読売新聞社賞を受賞し、子ども銀行の取り組みでも京都府知事賞と日本銀行京都支店賞を受賞した。1954年（昭和29年）には合併で丹後町が発足し、丹後町立間人中学校宇川分校に改称した。1955年（昭和30年）に実施された修学旅行の目的地は箱根・東京方面であり、期間は4泊5日だった。

### 校地の移転
丹後町の発足によって独立校舎建設の機運が高まったことで、1955年（昭和30年）9月23日には丹後町議会によって校地の移転が正式に決定された。1957年（昭和32年）4月1日、間人中学校から独立して丹後町立宇川中学校となった。同年11月29日には蜷川虎三京都府知事も列席して落成式を挙行し、12月2日に全学年が丹後町上野小字蓬山（通称はよもぎヶ丘）の新校舎に移転した。校地の移転をめぐっては、上野六社神社付近を主張する上宇川村（合併後は上宇川地区）、久僧バス停前付近を主張する下宇川村（合併後は下宇川地区）の間で折り合いがつかず、合併で発足した丹後町は宇川中学校建設推進委員会を発足させて解決を見た。
新校舎の総工費は3020万円であり、ワイドスクリーン式の湾曲型黒板を採用し、特別教室には各教科に適した近代設備を施してあるなどし、蜷川知事によると「これだけ完備した学校は府下で数えるほどしかない」という。建設工事には陸上自衛隊豊川駐屯地の建設大隊なども従事し、丘を削ったり沼を埋めたりする難工事だった。

### よもぎヶ丘時代

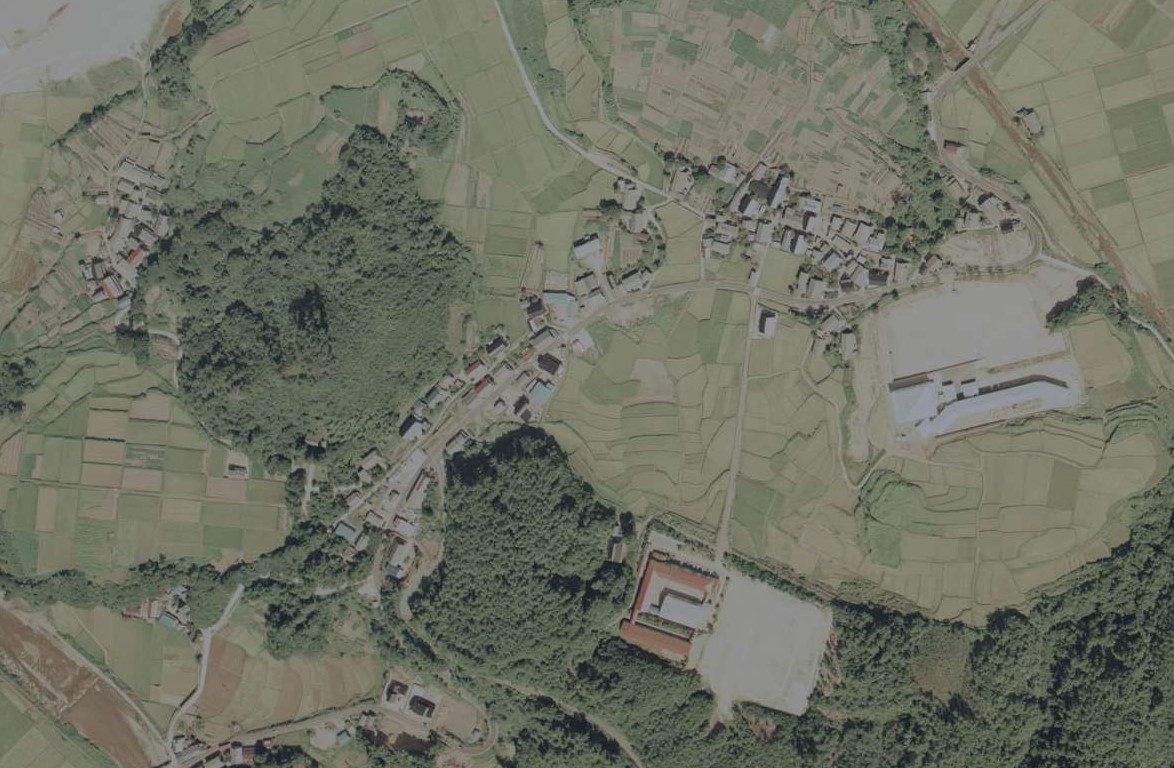
宇川小学校（中央右）と宇川中学校（中央下）

1958年（昭和33年）2月4日には丹後地方の中学校として初めてA型完全給食を開始した。同年10月1日には講堂兼体育館が竣工した。宇川中学校の生徒数は1962年度（昭和37年度）にピークの334人に達し、その後は徐々に減少していった。
1963年（昭和38年）2月の昭和38年豪雪（三八豪雪）の際には三山や小脇で約6メートル、井上で約4メートルの積雪を記録し、三山や小脇は自衛隊による救助を受けた。虎杖分校は倒壊寸前となったため、しばらく集落ごとでの分散授業を余儀なくされている。三八豪雪は虎杖分校の学区での離村を進める要因となった。1967年（昭和42年）3月8日には宇川中学校に寄宿舎の高嶋寮が完成し、小脇・三山・鞍内・上山などの生徒の冬季における宿舎となった。同年11月29日には創立20周年記念式典・建築10周年記念式典を開催した。
1981年度（昭和56年度）からは修学旅行の行き先が広島・萩方面に変更された。1957年（昭和32年）に完成した校舎は特別教室が少なく、また体育館やグラウンドが狭いなどの課題があったため、1980年（昭和55年）9月には丹後町議会で校舎の改築が決定された。1982年（昭和57年）1月11日には新校舎が完成して使用を開始し、1983年（昭和58年）3月8日には新体育館も完成した。
1992年（平成4年）4月に文部科学省「道徳教育推進校」（2年間）指定、1996年（平成8年）4月に京都府教育委員会「教育実践パイロット校特別活動」（2年間）指定、2000年（平成12年）4月に京都府社会福祉協議会「学童・生徒のボランティア活動普及事業」（3年間）指定、2002年（平成14年）4月に京都府教育委員会「地域ふれあい体験活動」推進校（2年間）指定（宇川小学校とともに指定された)、2008年（平成20年）4月に教育委員会「京のこども、夢・未来校（教育課題対応校）」（2年間）指定、2011年（平成23年）4月に京都府教育委員会「京の未来創造校（小中連携）」（2年間）指定された。
2010年（平成22年）7月には京丹後市学校再配置計画が示され、宇川中学校は京丹後市立間人中学校に統合されることが決定した。1989年度（平成元年度）の生徒数は117人だったが、2010年度（平成22年度）には45人となっていた。2010年度時点では野球部、バレーボール部、陸上部の3の部活動があった。
昭和40年代から校区一周駅伝大会を開催しており、最終年度となった2013年度（平成25年度）は10月4日・10月11日の2日間で開催された。全校生徒がAブロック・Bブロックの2チームに分かれ、上宇川地区・下宇川地区を走行。沿道の保護者や地域住民に応援されながらタスキをつないだ。
2014年（平成26年）3月、間人中学校と統合されて京丹後市立丹後中学校が開校し、宇川中学校は閉校となった。

## 部活動
酒造部
1950年代から1960年頃には、文部省産業教育指定校となったことから、地域の男子の大勢が従事した出稼ぎ労働の酒造りへの関心を高め、丹後杜氏を養成するべく醸造部（酒造部）が設置された。
社会科クラブ
1962年（昭和37年）に宇川中学校の社会科クラブ員が拾った土器片がきっかけで、同志社大学考古学教室の酒詰仲男教授らによって平遺跡で3日間の試掘調査が行われた。1963年（昭和38年）には本調査が行われ、同志社大学考古学教室の学生らに加えて社会科クラブ員も参加した。この際に発見された土器は近畿地方における縄文時代中期末の代表的なものとされ、「平式土器」という標式が生まれた。
陸上部
陸上部は1961年（昭和36年）・1962年（昭和37年）の奥丹中学校駅伝大会や1965年（昭和40年）の丹後中学校駅伝大会で優勝している。1976年（昭和51年）には丹後中学校駅伝大会で優勝し、その後の京都府中学校駅伝大会でも優勝した。1979年（昭和54年）には丹後中学校駅伝大会で優勝し、その後の京都府中学校駅伝大会で3位となった。同年の京都府中学校陸上大会では3年男子生徒が3000メートルで優勝した。
野球部
野球部は1964年（昭和39年）の奥丹中学校球技大会や1972年（昭和47年）の丹後中学校球技大会で優勝するなどの実績を有する。1996年（平成8年）には部員数の減少によって休部となったが、2002年（平成14年）には1年生11人と3年生1人で活動を再開した。
ソフトボール部
ソフトボール部は1965年（昭和40年）の丹後中学校球技大会で優勝し、その後与謝代表の岩滝町宮津市中学校組合立橋立中学校に勝利したことで、京都府大会に出場した。丹後中学校球技大会では1964年（昭和39年）から1967年（昭和42年）まで4年連続で優勝している。

## 卒業者数の変遷
| 1947年度（第1期）  | 50人  |  |
| 1957年度（第11期） | 105人 |  |
| 1967年度（第21期） | 85人  |  |
| 1977年度（第31期） | 45人  |  |
| 1987年度（第41期） | 39人  |  |
| 1997年度（第51期） | 29人  |  |
| 2007年度（第61期） | 12人  |  |
| 2013年度（第67期） | 9人   |  |

出典は『宇川中学校閉校記念誌』

## 歴代校長
- 1947年 - 1949年 第1代 井上利光
- 1949年 - 1953年 第2代 木下市左衛門
- 1953年 - 1957年 第3代 松本好男
- 1957年 - 1963年 第4代 中江光之助
- 1963年 - 1965年 第5代 井上利光
- 1965年 - 1970年 第6代 田中藤夫
- 1970年 - 1974年 第7代 高倉善郎
- 1974年 - 1976年 第8代 岡田健治
- 1976年 - 1979年 第9代 井上徳左衛門
- 1979年 - 1982年 第10代 藤田武夫
- 1982年 - 1985年 第11代 東治雄
- 1985年 - 1987年 第12代 和田文雄
- 1987年 - 1989年 第13代 藤村怜顕
- 1989年 - 1991年 第14代 池田堯二
- 1991年 - 1993年 第15代 山口菊雄
- 1993年 - 1997年 第16代 長尾国顕
- 1997年 - 1999年 第17代 池田勇
- 1999年 - 2002年 第18代 山崎洋介
- 2002年 - 2005年 第19代 安見幸八
- 2005年 第20代 奥田和志
- 2006年 - 2008年 第21代 中村文雄
- 2008年 - 2009年 第22代 松田正則
- 2009年 - 2010年 第23代 井上昌子
- 2010年 - 2012年 第24代 今井敏夫
- 2013年 - 2014年 第25代 吉岡正

出典は『宇川中学校閉校記念誌』

## 閉校後の跡地について

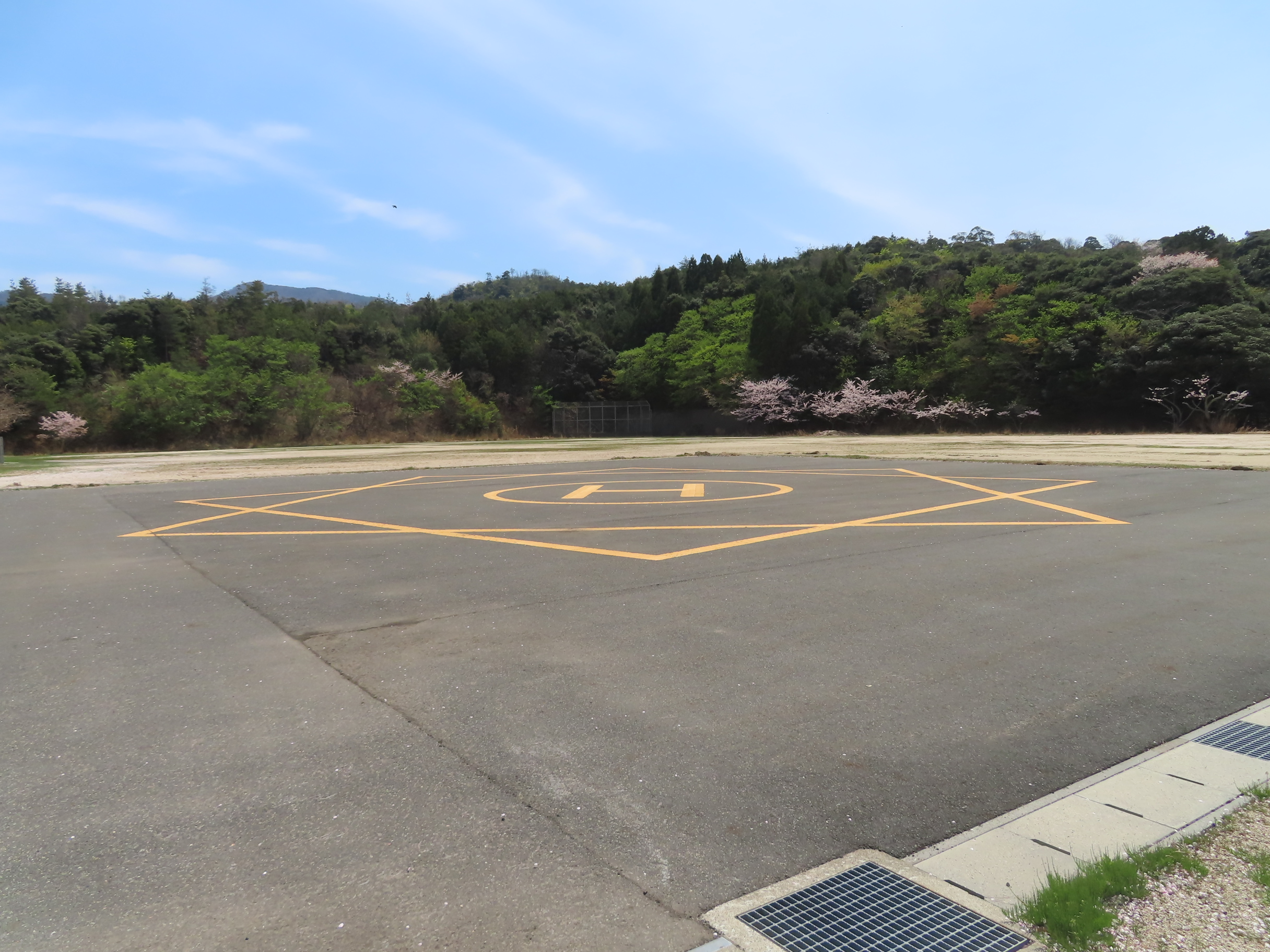
ヘリポート

米軍の経ヶ岬通信所の設置に伴い、京丹後市は旧宇川中学校校舎内に基地対策室を設置した。対策室には基地対策支援員1名が相談等の通訳や翻訳業務に従事し、地域住民との調整等を担っている。また経ヶ岬通信所の警備態勢を強化するため、1階保健室の改修を行い、2015年（平成27年）4月1日に「丹後町警備派出所」が設置された。同派出所には府の警察官が24時間態勢で各種相談やパトロール等の業務にあたっている。
2020年（令和2年）にはグラウンドの一部をアスファルト舗装し場外離着陸場が整備され、同年4月9日ドクターヘリ専用のヘリポートが運用開始された。新ヘリポートの設置にあたってきっかけとなった出来事がある。2018（平成30年）5月15日に京都府伊根町で交通事故が発生し、ドクターヘリが出動。その際、着地ポイントへ向かうには経ヶ岬通信所の「飛行制限区域」を通ることになるため、レーダー波の停止を求めたが受け入れられず、到着まで予定より17分遅れる事態となった。そのため、米軍側に停波を求めなくても済むよう、新たなヘリポートの設置を防衛省に要請し、レーダーの影響を受けない飛行制限区域外にある旧宇川中学校が候補となり、設置および運用されることとなった。京丹後市が整備したヘリポートは弥栄町にある京丹後市消防ヘリポートに続き2か所目で、どちらも京丹後市消防本部の管轄下にある。